# Ocoyoacac
Ocoyoacac är en kommunhuvudort i Mexiko.   Den ligger i kommunen Ocoyoacac och delstaten Mexiko, i den sydöstra delen av landet, 40 km sydväst om huvudstaden Mexico City. Ocoyoacac ligger 2 597 meter över havet och antalet invånare är 24 647.
Terrängen runt Ocoyoacac är kuperad österut, men västerut är den platt. Runt Ocoyoacac är det tätbefolkat, med 493 invånare per kvadratkilometer. Närmaste större samhälle är Huixquilucan, 15,0 km nordost om Ocoyoacac. Trakten runt Ocoyoacac består till största delen av jordbruksmark.